# Фистула
Фистулата (на латински: fistula – тръба) е аномален вроден или придобит канал, покрит с епител или гранулационна тъкан, който съединява дълбоко разположена некротична тъкан, орган или телесна кухина с външната повърхност на тялото или на кухи органи помежду им. Такъв канал може да възникне поради възпаление, наличие на чуждо тяло в раната, тумор, травма, вродена аномалия, нарушение в храненето на тъканите и др. През фистулния ход изтичат различни секрети от кухи и паренхимни органи, както и секрети от гноен разпад на тъкани.

## Видове фистули
Класификацията на фистулите бива:
- Според произхода си.
  - Вродените представляват незакърнели канали – шийни, пъпни, трахео-езофагеални.
  - Придобитите могат да са получени вследствие на хронични гнойни възпалителни процеси, при инсуфициенция на шевовете след операция, или да бъдат умишлено създадени по оперативен път с лечебна цел (гастростомии).
- По форма и положение на фистулния канал.
  - Сляпа (непълна). Единият край на канала стига до плътен орган като кост или некротична тъкан.
  - Пълна. Каналът съединява повърхността на тялото с кух орган.
  - Външна. Каналът се отваря на повърхността на тялото.
  - Вътрешна. Каналът се отваря в кухината на някой орган или съединява два органа помежду им.
- По строеж на канала.
  - Гранулиращи – при покриване на канала с гранулационна тъкан.
  - Епителизирани – при покриване на канала с епител.
  - Устнообразни – при непосредствен преход на епитела на вътрешните органи върху кожната повърхност без ясно оформяне на канал.
- Според характера на секрета фистулите се делят на: пикочни, слюнчени, ликворни, гнойни, слузни, млечни, синовиални.